# Nguyễn Thị Dung
Nguyễn Thị Dung (阮氏蓉, ? - 1802), là một trong Tây Sơn ngũ phụng thư, và là một nữ tướng của triều Tây Sơn trong lịch sử Việt Nam.

## Tiểu sử
Bà Dung là người tỉnh Quảng Ngãi, cùng quê hương với Huỳnh Thị Cúc (? -1802), cũng là một trong Tây Sơn ngũ phụng thư. 
Không rõ bà gia nhập nghĩa quân Tây Sơn vào năm nào, chỉ biết bà là người khỏe mạnh, rất thích cưỡi ngựa múa đao, có tài huấn luyện nữ binh, và là tỳ tướng của Đô đốc Bùi Thị Xuân (? - 1802). Bà Dung là em của Nguyễn Văn Xuân người làng Lạc Phổ huyện Mộ Đức.
Bà Cúc là em Huỳnh Văn Thuận người làng Đông Quang huyện Sơn Tịnh. Hai họ là chỗ quen thân. Ông Xuân và ông Thuận có tài về văn học. Bà Dung và bà Cúc có tài về kiếm thuật. Nghe tiếng Trương Văn Hiến, bốn anh em rủ nhau vào xin thọ giáo. Trương công không thu nạp nữ đồ đệ. Ông Xuân và ông Thuận ở lại An Thái học văn. Hai cô gái được Trương công giới thiệu lên Xuân Hòa thụ nghiệp cùng Bùi Thị Xuân. Bà Dung và bà Cúc tuổi tác cùng tài nghệ tương đương với bà Nhạn bà Lan. Cả bốn đều tôn Bùi nữ tướng làm thầy và coi nhau như ruột thịt.
Không rõ bà gia nhập nghĩa quân Tây Sơn vào năm nào, chỉ biết bà là tùy tướng của Bùi Thị Xuân (? - 1802). Sau khi đã thân thiết như ruột thịt, bà được bà Xuân truyền dạy cho bài "kiếm pháp song kiếm" bí truyền.
Về sau, bà kết hôn với một người cùng quê là kết duyên cùng Trương Đăng Đồ  (? - 1802) là người Mỹ Khê huyện Sơn Tịnh tỉnh Quảng Ngãi, một danh tướng của Tây Sơn, tước Tú Đức hầu.
Năm 1778, Nguyễn Nhạc xưng đế. Nguyễn Thị Dung chỉ huy 1 trong 4 lữ đoàn nữ binh thì do nữ tướng Bùi Thị Xuân tổ chức và điều khiển.
Năm 1792, Hoàng đế Quang Trung băng hà, Thái tử Quang Toản lên nối ngôi, lấy niên hiệu là Cảnh Thịnh. Vợ chồng bà phụng mệnh phò Tiết chế Nguyễn Quang Thuỳ trấn nhậm Bắc Thành, cai quản vùng đất trọng yếu ở phương Bắc.
Tháng 2 năm 1802, bà cùng chồng tham gia trận Trấn Ninh (còn gọi là trận Đầu Mâu). Sau khi đại quân Tây Sơn bị quân Nguyễn đánh tan, vợ chồng bà hộ giá vua Cảnh Thịnh (1783 – 1802) chạy ra phía Bắc.
Khi đến Xương Giang (nay thuộc Bắc Giang), để ngăn giặc đuổi theo, Nguyễn Quang Thùy (? - 1802) cùng Đô Đốc Trương Đăng Đồ tức Tú Đức Hầu và phu nhân Nguyễn Thị Dung ở lại giữ thành chặn quân đối phương để cho nhà vua có thời gian thoát hiểm.
Thế giặc mạnh như bão táp, không sao địch được, hai ông bà Tú Đức Hầu phò Nguyễn Quang Thùy chạy về ngả Sơn Tây, để cho giặc đuổi theo mình chớ không đuổi theo Vua và cung quyến.
Song thế cùng lực tận, sau một cuộc chiến đấu, Nguyễn Quang Thùy và vợ chồng Tú Đức Hầu cũng bị bắt ở Sơn Tây, Nguyễn Quang Thùy đập đầu tuẫn tiết. Tú Đức Hầu cùng phu nhân rút gươm tự sát. Khi ấy là khoảng giữa tháng 6 năm Nhâm Tuất (1802).

## Sách tham khảo
- Quách Tấn - Quách Giao, Nhà Tây Sơn. Bảo tàng Bình Định xuất bản, 2002.
- Cao Tự Thanh (chủ biên), Phụ nữ Việt Nam trong lịch sử (tập 1). Nhà xuất bản Phụ Nữ, 2011.